# Pangasianodon hypophthalmus
Pangasianodon hypophthalmus е вид лъчеперка от семейство Pangasiidae. Видът е застрашен от изчезване.

## Разпространение
Разпространен е във Виетнам, Камбоджа, Лаос и Тайланд. Внесен е в Индонезия, Малайзия (Западна Малайзия) и Мианмар.